# 中国医学科学院皮肤病研究所
中国医学科学院皮肤病研究所（医院），是中华人民共和国江苏省的一所医院，为三级医院，位于南京市蒋王庙街12号。

## 规模
中国医学科学院皮肤病研究所医院总床位96张，日门诊量1000人次。